# Сулув-Мали
Сулув-Мали (пол. Sułów Mały, нім. Klein Saul) — село в Польщі, у гміні Бояново Равицького повіту Великопольського воєводства.
Населення — 87 осіб (2011).
У 1975-1998 роках село належало до Лешненського воєводства.

## Демографія
Демографічна структура станом на 31 березня 2011 року:
|          | Загалом | Допрацездатний вік | Працездатний вік | Постпрацездатний вік |
| -------- | ------- | ------------------ | ---------------- | -------------------- |
| Чоловіки | 47      | 5                  | 40               | 2                    |
| Жінки    | 40      | 5                  | 26               | 9                    |
| Разом    | 87      | 10                 | 66               | 11                   |